# Maria Ehrich
Maria Ehrich (26 de febrero de 1993) es una actriz alemana. Ha actuado en más de veinte películas desde 2003, siendo reconocida internacionalmente por su papel de Gwendolyn "Gwen" Shepard en la serie de películas Ruby Red basada en el libro homónimo.

## Filmografía
| Año  | Título                    | Role                    | Notas |
| ---- | ------------------------- | ----------------------- | ----- |
| 2021 | Presa                     | Eva                     |       |
| 2016 | Rubí                      | Pastor Gwendolyn "Gwen" |       |
| 2015 | Crepúsculo sobre Birmania | Inge Sargent            | [ 2 ] |
| 2014 | Azul sáfiro               | Pastor Gwendolyn "Gwen" |       |
| 2013 | Rojo rubí                 | Pastor Gwendolyn "Gwen" |       |
| 2004 | Mi hermano es un perro    | Marieta                 |       |

| Año  | Título            | Role                 |
| ---- | ----------------- | -------------------- |
| 2013 | Hotel Adlon       | La joven Alma Schadt |
| 2011 | Diario del médico | Peggy                |

## Premios
| Año  | Título                                            |
| ---- | ------------------------------------------------- |
| 2017 | Nominierung Beste Darstellerin eines Fernsehfilms |
| 2015 | Jupiter Award                                     |
| 2015 | Goldene Kamera                                    |
| 2013 | New Faces Award                                   |
| 2005 | Nominierung Undine Award                          |